# Эсанбой
Эсанбой (тадж. Эсанбой) — село в районе Рудаки Республики Таджикистан. Административный центр джамоата (сельской общины) Эсанбой района Рудаки.
Находится на расстоянии 65 км от райцентра (пгт. Сомониён).
Население — 1220 чел. (2017).